# 2013年6月南投地震
2013年6月南投地震（亦稱為602南投地震）發生於2013年6月2日台灣時間下午13時43分3.2秒，震央位於台灣南投縣政府東方29.3公里處（南投縣魚池鄉境內），深度14.5公里，芮氏規模6.5的逆斷層型地震。震央位置與2013年3月南投地震的震央位置相當接近。這次地震全台灣都有震感，中國大陆部分地區、日本部分地區也有震感。

## 發生原因
依照中央氣象局地震測報中心解釋，2013年6月南投地震是位於南投縣仁愛鄉未露出地表的盲斷層所致，該條盲斷層在九二一大地震後曾經發生過芮氏規模6.8的地震，而2013年3月27日的地震也肇因於此。
所謂盲斷層，指由經濟部中央地質調查所公布的地質圖、活動斷層圖中，尚未標註的斷層。這些斷層並未破裂到地表，故無法目視，必須以特殊儀器檢測或經由地震後發現。

## 災情

### 傷亡
依照內政部消防署統計，截至6月3日13時止，總計造成4死19人傷，其中三人重傷（嘉義縣1人、南投縣2人），另地震也造成1件電梯受困（雲林縣1件）。嘉義縣阿里山鄉豐山村千人洞有一名登山民眾遭落石砸傷頭部死亡。而於南投縣鹿谷鄉溪頭則有一名老翁遊客於妖怪村遭落石砸傷頭部，傷重不治死亡。南投竹山鎮一人遭土石掩埋死亡。南投水一人遭落石擊中死亡。嘉義縣梅山鄉瑞里村於縣道嘉166線72公里處遭落石砸傷昏迷的重傷者在6月14日不治死亡。

### 交通
地震造成了多處落石山崩。南投山區的天梯道路投49線發生山崩，一千多名遊客困在天梯不敢下山。台14線埔霧公路因落石中斷。台16線、台21線封閉。台中谷關與德基間的中部橫貫公路便道因落石坍方封閉。
台鐵二水車站與林內車站之間的濁水溪橋上，因地震造成鐵軌彎曲變形。集集線因路樹倒塌及落石而中斷，地震當日下午已恢復營運。
台灣高鐵苗栗至嘉義區間災害告警系統因地震而啟動，部分路段電力暫時中斷，部分列車暫停於受影響區間（取消南下班次15班、北上班次12班）。台灣高鐵在完成軌道、土木橋樑結構及電力設施等巡檢作業後，全線已於地震當日傍晚恢復正常運行。

### 電力
地震造成南投、雲林、台中、台南部分地區停電，地震當日下午已恢復正常供電。

### 建築物
彰化賣場、南投縣埔里鎮國立暨南大學、雲林賣場有天花板掉落，嘉義市政府有天花板受損。雲林有大樓外牆崩落。南投埔里有民宅因地震而瓦斯外洩。南投鹿谷鳳凰谷鳥園有8公分高低位移，附近一戶民宅牆壁受損。日月潭伊達邵八角亭的柱子因地震而歪斜。埔里藝文中心在3月27日及6月2日的地震之中受損，需要進行結構安全鑑定。
2013年6月3日，教育部截至當日下午止，計160所學校出現災損，初步估計約有1,200萬台幣之損失。人員方面則有6人因天花板掉落而受傷。

### 其它
地震當時在日月潭纜車上的遊客可感覺到明顯晃動，纜車因安全機制啟動而停駛20分鐘，啟動備載電力後超過百位困在纜車上的遊客得以疏散。

## 有震感的地區

### 台灣
在台灣，這次地震最大震度為南投縣杉林溪7級，其次為南投縣日月潭、彰化縣彰化市與二水鄉、嘉義市、嘉義縣阿里山鄉、臺中市大肚區的5級。台灣本島以外，澎湖的震度有3級。

### 其它地方
中國大陆浙江杭州、福建多個地方包括福州、泉州、廈門、廣東汕頭、香港等地的居民都可感覺到這次地震。日本沖繩縣竹富町也測得震度1。

## 餘震
| 時間                 | 編號    | 位置                                            | 規模 | 深度     |
| -------------------- | ------- | ----------------------------------------------- | ---- | -------- |
| 2013年6月2日13時59分 | 小區域  | 南投縣政府東方 34.4 公里 (位於南投縣仁愛鄉)     | 3.1  | 6.1公里  |
| 2013年6月2日14時12分 | 小區域  | 南投縣政府東偏南方 31.2 公里 (位於南投縣信義鄉) | 3.6  | 9.2公里  |
| 2013年6月2日14時24分 | 小區域  | 南投縣政府東偏南方 31.9 公里 (位於南投縣信義鄉) | 3.8  | 6.7公里  |
| 2013年6月2日17時02分 | 小區域  | 南投縣政府東偏南方 40.4 公里 (位於南投縣信義鄉) | 3.7  | 11.7公里 |
| 2013年6月2日18時16分 | 第076號 | 南投縣政府東方 31.3 公里 (位於南投縣仁愛鄉)     | 4.6  | 10.5公里 |
| 2013年6月7日08時49分 | 小區域  | 南投縣政府東南方 36.8 公里 (位於南投縣信義鄉)   | 3.8  | 22.2公里 |
| 2013年6月9日04時06分 | 小區域  | 南投縣政府東方 30.8 公里 (位於南投縣仁愛鄉)     | 3.9  | 11.2公里 |

## 國際媒體
CNN報導說，根據美國地質調查局的數據，這起地震規模達到六點五。此外，日本、中國與港澳媒體，也都快速報導了地震消息。特別是香港媒體，因為有香港旅行團在台旅遊，香港媒體因而更加高度關注。而日本NHK電視台也報導說，台灣這次地震，在嘉義阿里山風景區，一名遊客遭落石擊中，不幸傷重不治。